# Iniistius

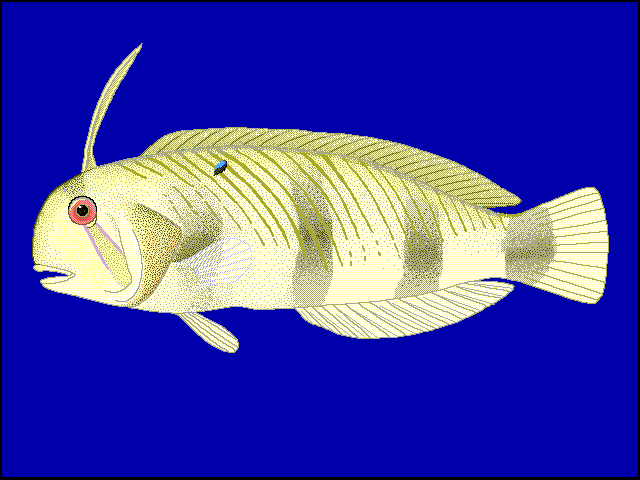
Exemplar immadur dInistius pavo

Iniistius és un gènere de peixos de la família dels làbrids i de l'ordre dels perciformes.

## Taxonomia
- Iniistius aneitensis (Günther, 1862)
- Iniistius auropunctatus (Randall, Earle i Robertson, 2002)[1]
- Iniistius baldwini (Jordan i Evermann, 1903)
- Iniistius bimaculatus (Rüppell, 1829)[2]
- Iniistius celebicus (Bleeker, 1856)[3]
- Iniistius cyanifrons (Valenciennes, 1840)[4]
- Iniistius dea (Temminck i Schlegel, 1845)[5]
- Iniistius geisha (Araga i Yoshino, 1986)[6]
- Iniistius griffithsi (Randall, 2007)[7]
- Iniistius jacksonensis (Ramsay, 1881)[8]
- Iniistius melanopus (Bleeker, 1857)[9]
- Iniistius pavo (Valenciennes a Cuvier i Valenciennes, 1840)
- Iniistius pentadactylus (Linnaeus, 1758)[10]
- Iniistius trivittatus (Randall i Cornish, 2000)[11]
- Iniistius twistii (Bleeker, 1856)[12]
- Iniistius umbrilatus (Jenkins, 1901)
- Iniistius verrens (Jordan i Evermann, 1902)[13][14]